# Cordillerodexia orientalis
Cordillerodexia orientalis là một loài ruồi trong họ Tachinidae.